# Alexis Jeannerod
Alexis Jeannerod (Pontarlier, 27 gennaio 1991) è un fondista francese.

## Biografia
Jeannerod, originario di Dommartin, in Coppa del Mondo ha esordito il 17 dicembre 2011 a Rogla (62°) e ha ottenuto il primo podio il 18 dicembre 2016 a La Clusaz (3°). Ai Mondiali di Lahti 2017, suo esordio iridato, si è classificato 44º nella 15 km.

## Palmarès

### Coppa del Mondo
- Miglior piazzamento in classifica generale: 128º nel 2017
- 1 podio (a squadre):
  - 1 terzo posto